# حزب العدالة والتنمية (الأردن)
حزب العدالة والتنمية الأردني حزب سياسي أردني تأسس بتاريخ 6 أيلول 2009. يقود الحزب علي الشرفاء وفلاح العموش بموقع الأمين العام للحزب (رئيس بلدية الزرقاء السابق). يُصنف الحزب بأنه حزب وسطي قريب للحكومة. شارك الحزب بالانتخابات البلدية والنيابية (البرلمانية) لكنه لم يفز بأي منها.